# Kwak Sun-young
Kwak Sun-young (* 11. Mai 1983 in Gochang) ist eine südkoreanische Schauspielerin.

## Leben
Kwak Sun-young besuchte das Myongji Junior College in Seoul, ehe sie anschließend ebenfalls in Seoul Theater und darstellende Künste an der Dongguk University studierte. Ihren ersten Bühnenauftritt absolvierte Kwak Sun-young 2006 im Musical Dalgona. In den folgenden Jahren etablierte sie sich vor allem als Musical-Darstellerin.
Erst 2018 begann Kwak Sun-young ihre Laufbahn als Fernsehdarstellerin mit einer größeren Rolle in der 32 Folgen langen Serie Your Honor. Von 2018 bis 2019 verkörperte sie die Nebenfigur Jang Mi-jin in der Dramaserie Encounter. 2019 folgte eine Hauptrolle als Song Mi-na in der von den Angestellten eines Kaufhauses handelnden Fernsehserie VIP, für die sie im selben Jahr eine Nominierung als beste neue Schauspielerin bei den SBS Drama Awards erhielt.
Von 2020 bis 2021 spielte Kwak Sun-young eine wiederkehrende Rolle als Lee Ik-sun in der Arztserie Hospital Playlist. 2021 war sie zudem als Versicherungsermittlerin Na Je-hee in der Krimiserie Inspector Koo zu sehen. 2023 erhielt Kwak Sun-young eine Nebenrolle als Hwang Ji-hee in der für Disney+ produzierten Serie Moving.
Kwak Sun-young ist seit 2015 verheiratet und wurde 2016 Mutter eines Sohnes.

## Filmografie (Auswahl)
- 2018: Your Honor (Chinaehaneun Pansanimkke; Fernsehserie, 32 Folgen)
- 2018–2019: Encounter (Namjachingu; Fernsehserie, 16 Folgen)
- 2019: VIP (Beuiaipi; Fernsehserie, 16 Folgen)
- 2020: Mystic Pop-up Bar (Ssanggappocha; Fernsehserie, eine Folge)
- 2020–2021: Hospital Playlist (Seulgiroun Uisasaenghwal; Fernsehserie, 12 Folgen)
- 2021: Inspector Koo (Gu Gyeong-i; Fernsehserie, 12 Folgen)
- 2022: Behind Every Star (Yeon-yein Maenijeolo Sal-anamgi; Fernsehserie, 12 Folgen)
- 2023: Brain Works (Dunoegongjo; Fernsehserie, 16 Folgen)
- 2023: Moving (Mubing; Fernsehserie, 20 Folgen)
- 2024: Crash (Keuraesi; Fernsehserie, 12 Folgen)